# Rally Patagonia-Atacama
El Rally Patagonia-Atacama fue una competición automovilística y motociclística de rally raid perteneciente al calendario del Campeonato Mundial de Rally Cross-Country de la FIM, disputada entre los años 2005 y 2007. Se corría en Argentina y Chile, con un recorrido de unos 4000 km.
En la edición inicial del Rally, la prueba comenzó en Bariloche y finalizó en San Pedro de Atacama, mientras que al año siguiente largó en San Martín de los Andes para culminar en Iquique. La última edición, realizada en 2007, se disputó entre Bariloche e Iquique.
A lo largo de sus tres años de historia, el certamen contó con la presencia de numerosos pilotos de elite, entre los que destacan Stephane Peterhansel, Luc Alphand, Bruno Saby, Nani Roma y Jutta Kleinschmidt en autos, y Marc Coma, Francisco López Contardo, David Casteu y Carlo de Gavardo en motos.

## Ganadores
| Año  | Automóviles | Motocicletas |
| ---- | ----------- | ------------ |
| 2005 | Bruno Saby  | Marc Coma    |
| 2006 | Luc Alphand | Marc Coma    |
| 2007 | Luc Alphand | Marc Coma    |